# Rienck van Dekema
Rienck van Dekema (Jelsum (mogelijk), 1547 - Heerenveen (mogelijk), 1618) was een Fries edelman, militair en bestuurder in Spaanse dienst tijdens de Tachtigjarige Oorlog. Hoewel Van Dekema waarschijnlijk katholiek is gebleven, zou hij later in het Staatse leger dienen.

## Biografie
Van Dekema was een zoon van Pieter van Dekema (ca.1513-1568) en Catharina van Loo (1522-1581). Rienck was een telg uit de familie Van Dekema. Zij vader Pieter studeerde aan de universiteit van Leuven, was grietman van Baarderadeel en was raadsheer aan het Hof van Friesland. Deze Pieter van Dekema gold als een strenge kettervervolger. Hij had contacten met Viglius en met Jan van Ligne, Stadhouder van Friesland, Groningen, Drenthe en Overijssel. Rienck zou trouwen met Maximiliana van Aremberg, een buitenechtelijke dochter van Jan van Ligne.
In 1572 trad Van Dekema in Spaanse dienst en werd hij door De Robles ingezet om Dokkum tegen de watergeuzen te verdedigen. Toen dit niet lukte zette De Robles Waalse soldaten in om de stad te ontzetten, hetgeen bekend kwam te staan als de Waalse Furie in Dokkum. In een geuzenlied uit omstreeks 1574 wordt Van Dekema bespot voor het vechten tegen zijn vaderland. Op 21 oktober 1575 werd Van Dekema benoemd tot grietman van Kollumerland en Nieuwkruisland. In dit ambt volgde hij de eveneens Spaansgezinde Sierk van Donia op voor wie hij het ambt het laatste jaar al waargenomen schijnt te hebben. Daarnaast was Rienck dijkgraaf van Nieuwkruisland. In 1576 komt Van Dekema als hopman voor wanneer hij de schans bij Oostmahorn versterkt. Waarschijnlijk werd Van Dekema reeds in 1578 uit dit ambt gezet ten gunste van Sicke Clant.
In 1579 bevindt Van Dekema zich in een regiment onder leiding van De Robles. Hij werd in 1580 gelast om zich voor het Hof van Friesland te verantwoorden voor zijn Spaanse gezindheid. Hier zou hij niet op komen dagen. Evenals Jarich van Liauckema had Van Dekema zich reeds aangesloten bij een krijgsbende onder Maarten Schenk. In 1581 kreeg Van Dekema van Francisco Verdugo de opdracht om de stad Stavoren te verdedigen. Hij werd echter door zijn huursoldaten uitgeleverd aan Diederik Sonoy. Vervolgens werd hij naar Enkhuizen verscheept alvorens hij uitgeruild werd voor de geus Doeke van Martena.
Na het Beleg van Zutphen van 1591 werd het Van Dekema toegestaan om terug te keren naar Friesland. In 1598 werd Van Dekema door Willem Lodewijk en Gedeputeerde Staten benoemd tot hopman al legde hij deze positie in 1602 neer. Teruggekeerd in Friesland had Rienck ook weer de beschikking over zijn eigendommen. Tot het bezit behoorde onder meer het Dekemahuis in Leeuwarden dat Rienck en zijn broer Albert in 1603 verkochten waarna het opgenomen werd in het Stadhouderlijk Hof. Ook werd Rienck eigenaar van de Dekemastate te Jelsum na het overlijden van zijn broer Albert in 1609. Zelf was hij rond die tijd woonachtig op de Dekemahofstede te Heerenveen. Rienck had namelijk door zijn vader ook een aandeel in de "Decama-, Cuyck- en Foeyts Veencompagnie", welke bekend zou komen te staan als de Schoterlandse Veencompagnie.

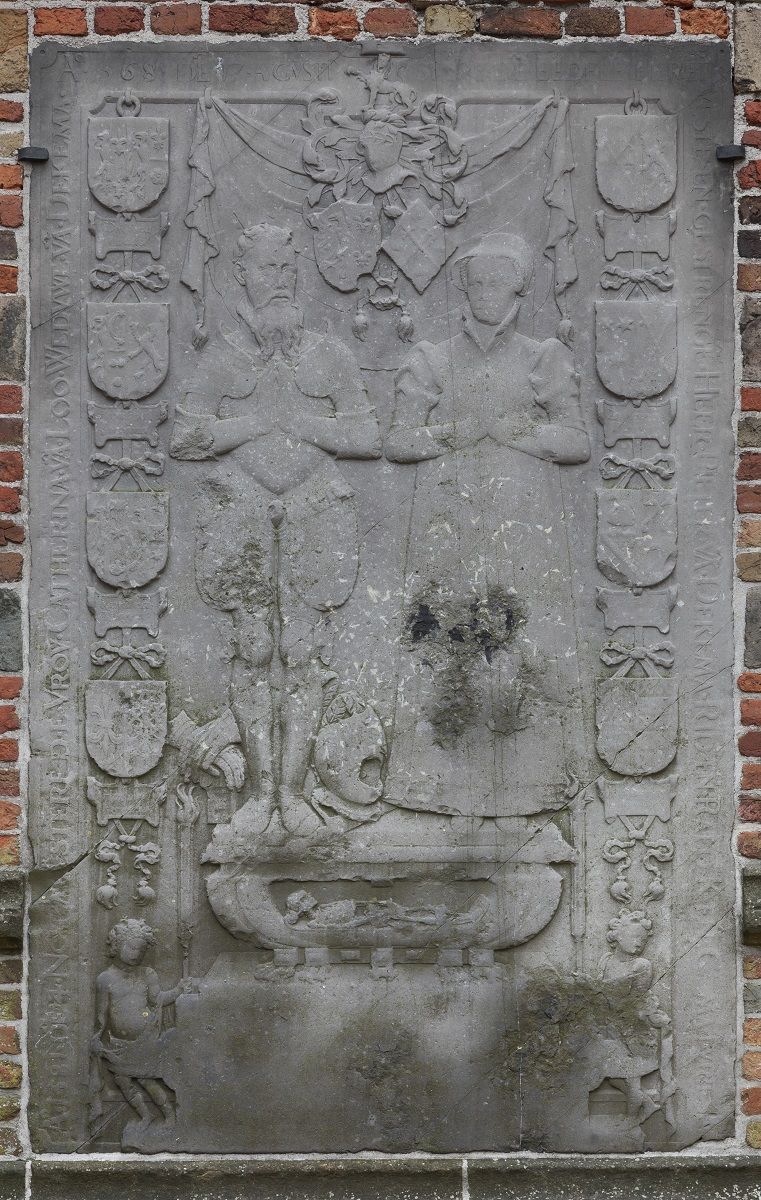
Grafzerk van de ouders van Rienck, Pieter van Dekema en Catharina van Loo, verwerkt in de zuidelijke muur van de Oldehove.
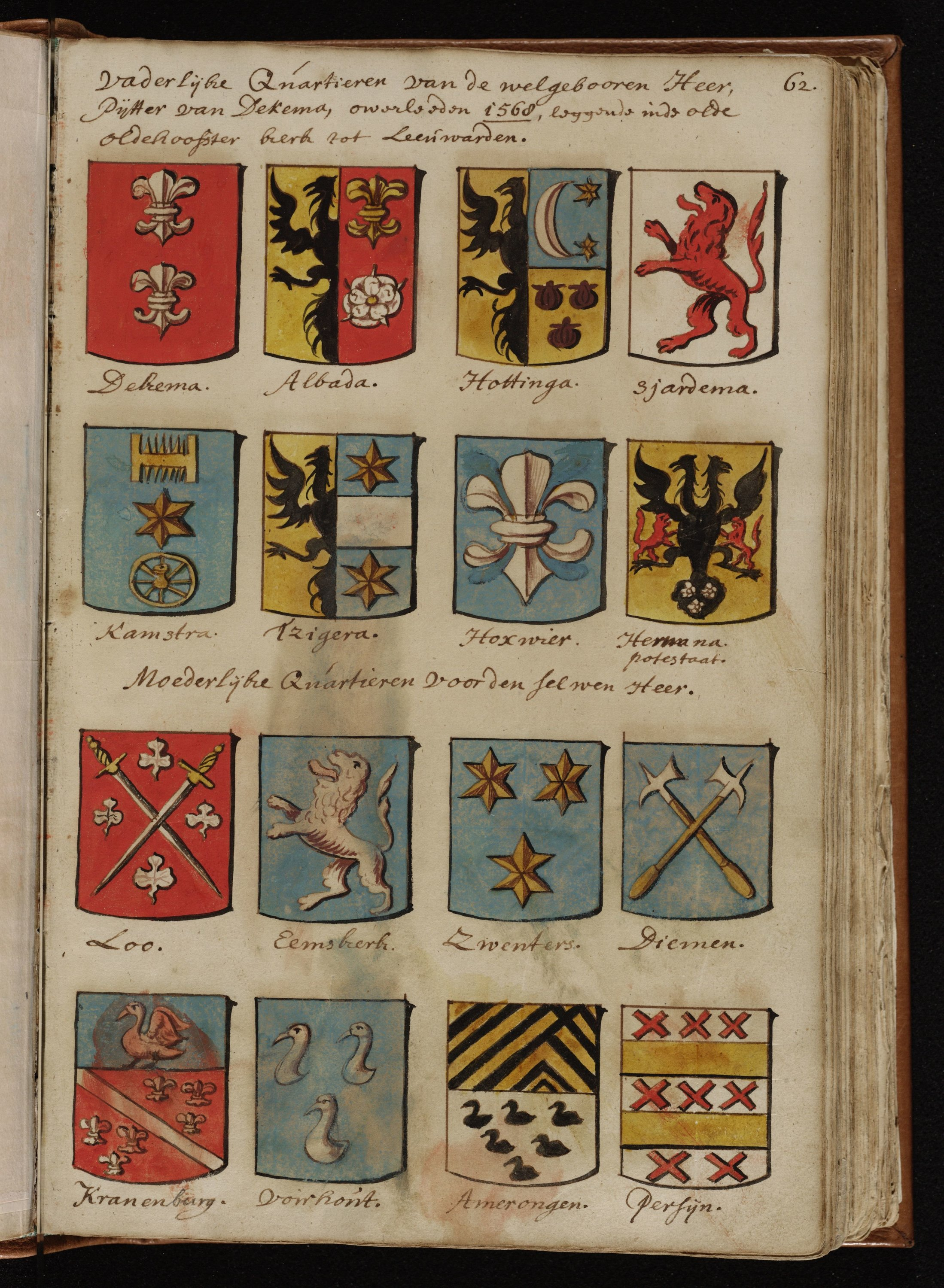
Kwartieren van Pieter van Dekema en Catharina van Loo in het wapenboek van Gerrit Hesman.

## Huwelijk en kinderen
Van Dekema trouwde met Maximiliana van Aremberg (†1616), een buitenechtelijke dochter van Jan van Ligne. Het echtpaar kreeg drie kinderen:
- Anna Catharina van Dekema (†1633/1634), trouwde met Jurjen van Ripperda, hopman en hofmeester. Na het overlijden van Riencks broer Albert verkreeg Anna Catharina de Dekemastate te Jelsum.[3]
- Pieter van Dekema (†1604), was eveneens hopman en sneuvelde tijdens het Beleg van Oostende.[3]
- Reynsck van Dekema (†1615), trouwde met Petrus van Regemorter, ridder en hofmeester van Willem Lodewijk. Reynsck was hofdame van Sophia Hedwig van Brunswijk-Wolfenbüttel, vrouw van stadhouder Ernst Casimir van Nassau-Dietz.[3]

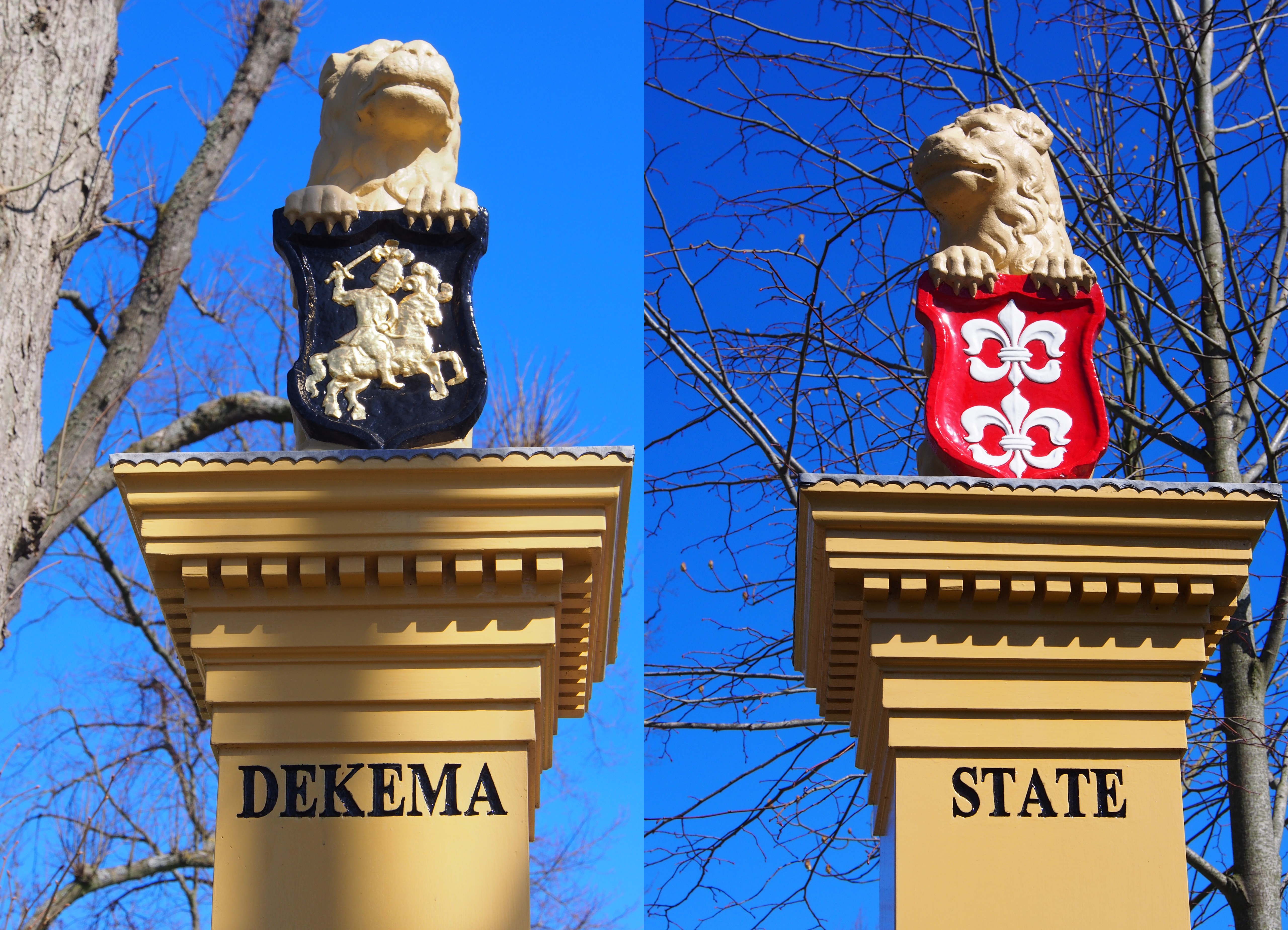
De wapens Van Dekema en Van Ripperda bij de Dekemastate te Jelsum.
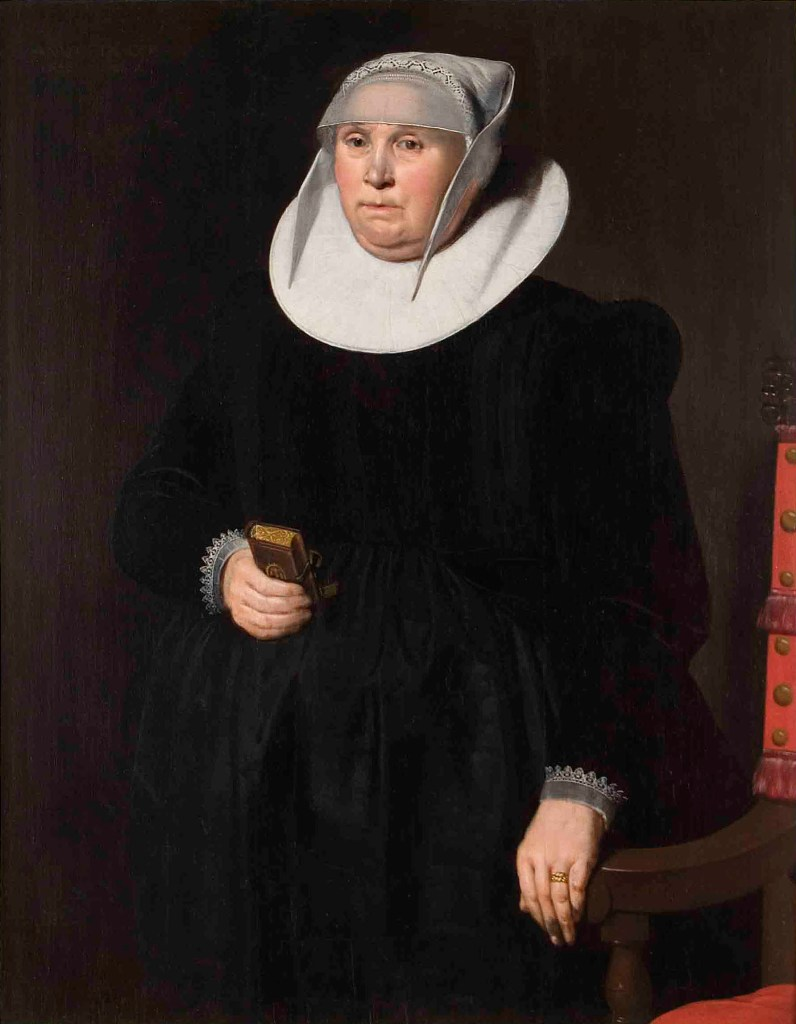
Portret van Anna Catharina van Dekema door Wybrand de Geest.
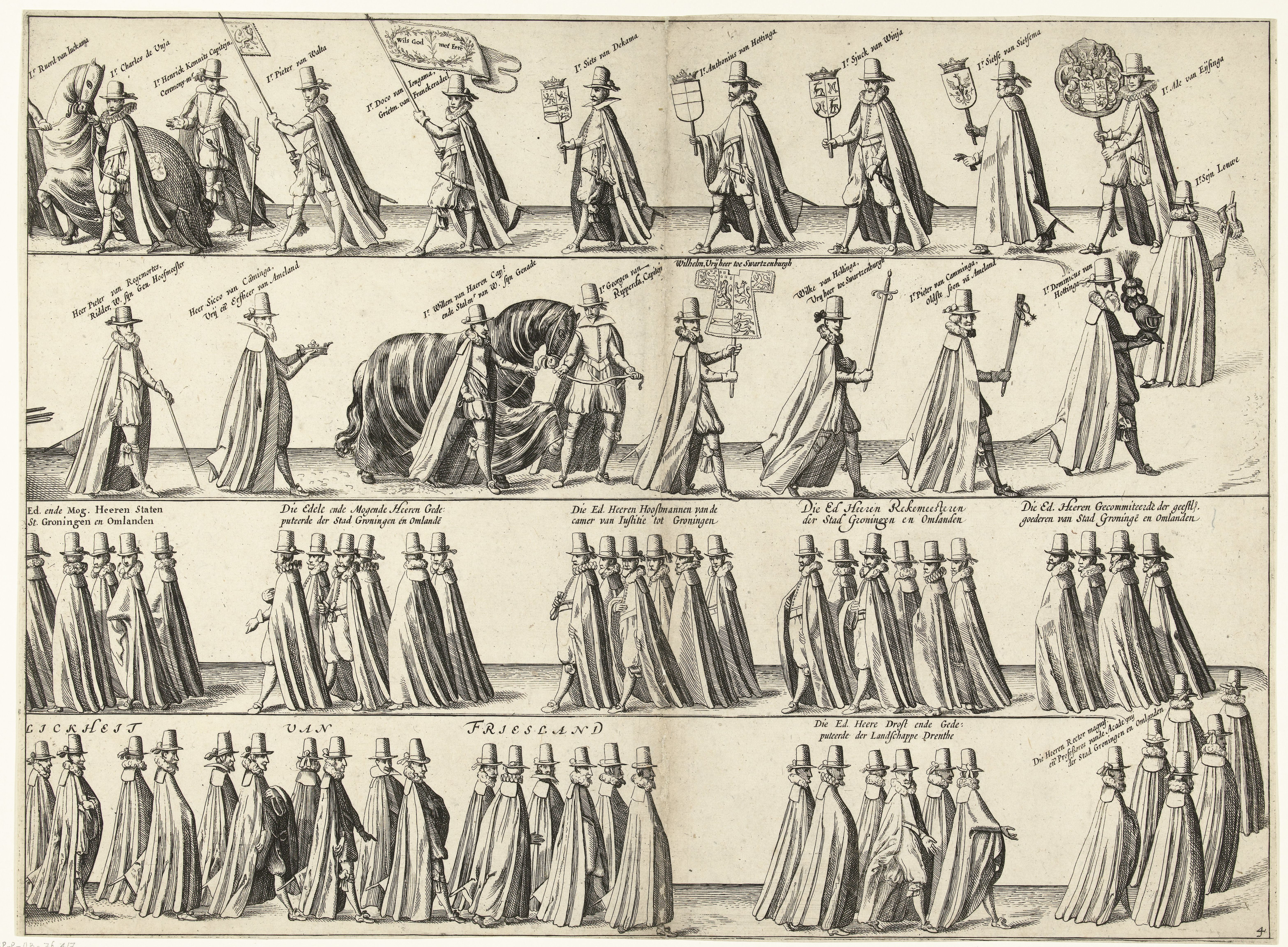
Fragment uit de begrafenisstoet van Willem Lodewijk met op de tweede regel voor en achter het paard Jurjen van Ripperda en Petrus van Regemorter.